# Knights Enham
Knights Enham är en by i civil parish Enham Alamein, i distriktet Test Valley, i grevskapet Hampshire i England. Byn är belägen 21 km från Winchester. Knights Enham var en civil parish fram till 1932 när blev den en del av Andover. Civil parish hade 391 invånare år 1931.